# Públio Júlio Lupo
Públio Júlio Lupo (em latim: Publius Iulius Lupus) foi um senador romano nomeado cônsul sufecto para o nundínio de novembro a dezembro de 98 com Quinto Fúlvio Gilão Bício Próculo. É conhecido por ter sido padrasto do imperador Antonino Pio. Provavelmente oriundo de Nemauso, como atesta uma inscrição encontrada na cidade.

## Família
Lupo foi o segundo marido da mãe de Antonino Pio, Árria Fadila, filha de Cneu Árrio Antonino, cônsul sufecto em 69, e viúva de Tito Aurélio Fulvo, cônsul em 89 e pai do imperador. O casal teve uma filha, Júlia Fadila, meia-irmão de Antonino Pio. 